# Лештіни
Лештіни (словац. Leštiny) — село в окрузі Дольни Кубін Жилінського краю Словаччини. Площа села 6,93 км². Станом на 31 грудня 2015 року в селі проживало 259 жителів.

## Історія
Перші згадки про село датуються 1325 й 1381 роками.

## Населення
| Рік:            | 1994. | 2004. | 2014.    | 2024.    |
| --------------- | ----- | ----- | -------- | -------- |
| Кількість осіб: | 225   | 225   | 265      | 308      |
| Різниця:        |       | +0 %  | +17,77 % | +16,22 % |

| Рік:            | 2023. | 2024.   |
| --------------- | ----- | ------- |
| Кількість осіб: | 309   | 308     |
| Різниця:        |       | -0,32 % |